# Inter-National-League 2013-2014
La Inter-National-League 2013-2014 è la seconda stagione della Inter-National-League, campionato di hockey su ghiaccio composto da quindici squadre austriache, e slovene e italiane.
Ad imporsi è stato il Neumarkt-Egna.

## Squadre
Nella primavera del 2013 numerose squadre italiane iscritte alla Serie A2 italiana manifestarono l'interesse di aggregarsi alla Inter-National-League, ricevendo anche il parere positivo della FISG. Tale interesse si manifestò in seguito con l'iscrizione di ben cinque compagini a partire dal campionato 2013/14, cui si aggiunsero altre tre squadre slovene, portando così momentaneamente il campionato a 14 squadre. Successivamente infatti si iscrisse anche l'Acroni Jesenice, team che solo l'anno prima si vide costretto a chiudere l'attività. Alla lega presero il via quindi 15 formazioni.
| Squadra           | Città                         | Fondazione        | Stadio                         | Capacità          |                   |
| Squadre della INL | Squadre della INL             | Squadre della INL | Squadre della INL              | Squadre della INL | Squadre della INL |
| ----------------- | ----------------------------- | ----------------- | ------------------------------ | ----------------- | ----------------- |
| Bregenzerwald     | Alberschwende                 | 1985              | Messestadion Dornbirn          | 4.270             |                   |
| VEU Feldkirch     | Feldkirch                     | 1945              | Vorarlberghalle                | 5.200             |                   |
| Lustenau          | Lustenau                      | 1970              | Rheinhalle Lustenau            | 2.200             |                   |
| Zell am See       | Zell am See                   | 1928              | Eishalle Zell am See           | 3.200             |                   |
| Slavija Lubiana   | Lubliana                      | 1964              | Dvorana Zalog                  | 800               |                   |
| Triglav Kranj     | Kranj                         | 1968              | Arena Zlato polje              | 220               |                   |
| Bled              | Bled                          | 1999              | Bled Arena                     | 1.000             |                   |
| Celje             | Celje                         | 1998              | Golovec Arena                  | 500               |                   |
| HDD Jesenice      | Jesenice                      | 1948              | Dvorana Podmežakla             | 5.900             |                   |
| Maribor           | Maribor                       | 1993              | Tabor Arena                    | 1.000             |                   |
| Eppan-Appiano     | Appiano sulla Strada del Vino | 1981              | Stadio del Ghiaccio di Appiano | 1.500             |                   |
| Gherdëina         | Selva di Val Gardena          | 1927              | Pranives                       | 2.000             |                   |
| Kaltern-Caldaro   | Caldaro sulla strada del vino | 1962              | Palaghiaccio Caldaro           | 1.500             |                   |
| Merano            | Merano                        | 1968              | MeranArena                     | 3.000             |                   |
| Neumarkt-Egna     | Egna                          | 1963              | WürthArena                     | 1.200             |                   |

## Formula
La stagione regolare della INL prevede un girone all'italiana con gare di andata e ritorno per un totale di 28 partite distribuite su 30 giornate, con due turni di riposo per ciascuna squadra. La squadra che vince entro il tempo regolamentare conquista tre punti, mentre dopo il sessantesimo minuto due punti vanno alla squadra vincente, ed uno a quella perdente, mentre nessun punto va a chi perde nell'arco dei sessanta minuti.
Al termine della stagione regolare le squadre classificate ai primi cinque posti disputano un Master Round per determinare le posizioni in vista dei quarti di finale dei play-off. Le altre dieci squadre vengono invece divise in due gruppi di qualificazione: la prima di ciascun gruppo accede ai quarti mentre le seconde classificate in una gara secca si giocano l'ottavo e ultimo posto valido per i playoff.

## Stagione regolare

### Prima fase
|  | Pos. | Squadra         | Pt | G  | V  | VOT | POT | P  | GF  | GS  | DR   |
|  | ---- | --------------- | -- | -- | -- | --- | --- | -- | --- | --- | ---- |
|  | 1.   | Gherdëina       | 64 | 28 | 16 | 7   | 2   | 3  | 125 | 58  | +67  |
|  | 2.   | Eppan-Appiano   | 64 | 28 | 21 | 0   | 1   | 6  | 100 | 46  | +54  |
|  | 3.   | Neumarkt-Egna   | 61 | 28 | 19 | 1   | 2   | 6  | 110 | 52  | +58  |
|  | 4.   | Lustenau        | 60 | 28 | 16 | 5   | 2   | 5  | 110 | 80  | +30  |
|  | 5.   | Zell am See     | 59 | 28 | 19 | 0   | 2   | 7  | 122 | 70  | +52  |
|  | 6.   | VEU Feldkirch   | 56 | 28 | 16 | 3   | 2   | 7  | 138 | 74  | +64  |
|  | 7.   | Bregenzerwald   | 53 | 28 | 14 | 4   | 3   | 7  | 87  | 64  | +23  |
|  | 8.   | HDD Jesenice    | 47 | 28 | 15 | 0   | 2   | 11 | 113 | 74  | +39  |
|  | 9.   | Slavija Lubiana | 39 | 28 | 12 | 1   | 1   | 14 | 79  | 93  | -14  |
|  | 10.  | Merano          | 36 | 28 | 10 | 2   | 2   | 14 | 99  | 94  | +5   |
|  | 11.  | Kaltern-Caldaro | 33 | 28 | 10 | 1   | 1   | 16 | 91  | 95  | -4   |
|  | 12.  | Triglav Kranj   | 27 | 28 | 6  | 3   | 3   | 16 | 70  | 105 | -35  |
|  | 13.  | Maribor         | 14 | 28 | 3  | 1   | 3   | 21 | 70  | 155 | -85  |
|  | 14.  | Celje           | 9  | 28 | 2  | 1   | 1   | 24 | 66  | 164 | -98  |
|  | 15.  | Bled            | 8  | 28 | 2  | 0   | 2   | 24 | 53  | 207 | -154 |

Legenda:

      Ammesse al Master Round
      Ammesse al Gruppo A
      Ammesse al Gruppo B
Note:

Tre punti a vittoria, due punti a vittoria dopo overtime o rigori, un punto a sconfitta dopo overtime o rigori, zero a sconfitta.

### Seconda fase
Nei tre gruppi vengono assegnati dei punti bonus alle prime tre squadre in ordine decrescente in base alla posizione di classifica ottenuta al termine della stagione regolare (3, 2 e 1), mentre i punti e le reti ottenuti in stagione regolare vengono azzerati.

#### Master Round
| Pos. | Squadra       | Pt | G | V | VOT | POT | P | GF | GS | DR |
| ---- | ------------- | -- | - | - | --- | --- | - | -- | -- | -- |
| 1.   | Gherdëina     | 18 | 8 | 4 | 1   | 1   | 2 | 27 | 27 | 0  |
| 2.   | Eppan-Appiano | 14 | 8 | 2 | 3   | 0   | 3 | 19 | 23 | -4 |
| 3.   | Neumarkt-Egna | 14 | 8 | 3 | 0   | 4   | 1 | 22 | 21 | +1 |
| 4.   | Zell am See   | 13 | 8 | 3 | 1   | 2   | 2 | 28 | 20 | +8 |
| 5.   | Lustenau      | 7  | 8 | 0 | 3   | 1   | 4 | 16 | 21 | -5 |

Legenda:

      Ammesse ai Playoff
Note:

Tre punti a vittoria, due punti a vittoria dopo overtime o rigori, un punto a sconfitta dopo overtime o rigori, zero a sconfitta.

#### Gruppo A
| Pos. | Squadra       | Pt | G | V | VOT | POT | P | GF | GS | DR  |
| ---- | ------------- | -- | - | - | --- | --- | - | -- | -- | --- |
| 1.   | VEU Feldkirch | 21 | 8 | 5 | 1   | 1   | 1 | 54 | 22 | +32 |
| 2.   | HDD Jesenice  | 18 | 8 | 5 | 0   | 1   | 2 | 47 | 29 | +18 |
| 3.   | Triglav Kranj | 14 | 8 | 4 | 1   | 0   | 3 | 29 | 31 | -2  |
| 4.   | Merano        | 10 | 8 | 3 | 0   | 0   | 5 | 27 | 36 | -9  |
| 5.   | Celje         | 3  | 8 | 1 | 0   | 0   | 7 | 24 | 63 | -39 |

Legenda:

      Ammessa ai Playoff
      Ammessa allo spareggio
Note:

Tre punti a vittoria, due punti a vittoria dopo overtime o rigori, un punto a sconfitta dopo overtime o rigori, zero a sconfitta.

#### Gruppo B
| Pos. | Squadra         | Pt | G | V | VOT | POT | P | GF | GS | DR  |
| ---- | --------------- | -- | - | - | --- | --- | - | -- | -- | --- |
| 1.   | Bregenzerwald   | 27 | 8 | 8 | 0   | 0   | 0 | 47 | 9  | +38 |
| 2.   | Kaltern-Caldaro | 16 | 8 | 5 | 0   | 0   | 3 | 33 | 18 | +15 |
| 3.   | Slavija Lubiana | 15 | 8 | 4 | 0   | 1   | 3 | 20 | 17 | +3  |
| 4.   | Maribor         | 8  | 8 | 2 | 1   | 0   | 5 | 23 | 38 | -15 |
| 5.   | Bled            | 0  | 8 | 0 | 0   | 0   | 8 | 10 | 51 | -41 |

Legenda:

      Ammessa ai Playoff
      Ammessa allo spareggio
Note:

Tre punti a vittoria, due punti a vittoria dopo overtime o rigori, un punto a sconfitta dopo overtime o rigori, zero a sconfitta.

#### Spareggio playoff
- Spareggio in gara unica disputato il 26 febbraio 2014.

| Squadra 1    | Risultato | Squadra 2       |
| ------------ | --------- | --------------- |
| HDD Jesenice | 4-3 dts   | Kaltern-Caldaro |

## Playoff

### Tabellone
|  | Quarti di finale | Quarti di finale  | Quarti di finale |               |               | Semifinali        | Semifinali | Semifinali |  |  | Finale | Finale        | Finale |
|  |                  |                   |                  |               |               |                   |            |            |  |  |        |               |        |
|  | 3                | Neumarkt-Egna     | 3                |               |               |                   |            |            |  |  |        |               |        |
|  | 6                | VEU Feldkirch     | 2                |               |               |                   |            |            |  |  |        |               |        |
|  | 6                | VEU Feldkirch     | 2                |               | 3             | Neumarkt-Egna     | 3          |            |  |  |        |               |        |
|  |                  |                   |                  |               | 3             | Neumarkt-Egna     | 3          |            |  |  |        |               |        |
|  |                  | 4                 | Zell am See      | 2             |               |                   |            |            |  |  |        |               |        |
|  | 4                | 4                 | Zell am See      | 2             | Zell am See   | 3                 |            |            |  |  |        |               |        |
|  | 4                |                   |                  |               | Zell am See   | 3                 |            |            |  |  |        |               |        |
|  | 5                | Lustenau          | 0                |               |               |                   |            |            |  |  |        |               |        |
|  |                  |                   |                  |               |               |                   |            |            |  |  | 3      | Neumarkt-Egna | 3      |
|  |                  |                   | 7                | Bregenzerwald | 0             |                   |            |            |  |  |        |               |        |
|  | 1                | Gherdëina-Gardena | 3                |               |               |                   |            |            |  |  |        |               |        |
|  | 8                | Jesenice          | 1                |               |               |                   |            |            |  |  |        |               |        |
|  | 8                | Jesenice          | 1                |               | 1             | Gherdëina-Gardena | 2          |            |  |  |        |               |        |
|  |                  |                   |                  |               | 1             | Gherdëina-Gardena | 2          |            |  |  |        |               |        |
|  |                  | 7                 | Bregenzerwald    | 3             |               |                   |            |            |  |  |        |               |        |
|  | 2                | 7                 | Bregenzerwald    | 3             | Eppan-Appiano | 1                 |            |            |  |  |        |               |        |
|  | 2                |                   |                  |               | Eppan-Appiano | 1                 |            |            |  |  |        |               |        |
|  | 7                | Bregenzerwald     | 3                |               |               |                   |            |            |  |  |        |               |        |

### Quarti di finale
- Date: 1-2-7-8-9-12 marzo 2014

| Squadra 1     | Totale | Squadra 2     | Gara 1    | Gara 2 | Gara 3 | Gara 4    | Gara 5 |
| ------------- | ------ | ------------- | --------- | ------ | ------ | --------- | ------ |
| Gherdëina     | 3 - 1  | HDD Jesenice  | 4 -1      | 5 - 2  | 2 - 3  | 2 - 1     | -      |
| Eppan-Appiano | 1 - 3  | Bregenzerwald | 3 - 2 dr  | 0 - 1  | 1 - 3  | 1 - 4     | -      |
| Neumarkt-Egna | 3 - 2  | VEU Feldkirch | 4 - 5 dts | 2 - 1  | 3 - 2  | 2 - 3 dts | 3 - 1  |
| Zell am See   | 3- 0   | Lustenau      | 6 - 2     | 5 - 4  | 6 - 4  | -         | -      |

### Semifinali
- Date: 15-16-21-22-23-25-26 marzo 2014

| Squadra 1     | Totale | Squadra 2     | Gara 1 | Gara 2 | Gara 3 | Gara 4    | Gara 5 |
| ------------- | ------ | ------------- | ------ | ------ | ------ | --------- | ------ |
| Gherdëina     | 2 - 3  | Bregenzerwald | 2 - 0  | 4 - 2  | 1 - 2  | 2 - 3 dts | 0 - 5  |
| Neumarkt-Egna | 3 - 2  | Zell am See   | 2 - 1  | 1 - 3  | 5 - 2  | 5 - 6 dts | 5 - 2  |

### Finale
- Date:  29-30 marzo, 5 aprile 2014

| Squadra 1     | Totale | Squadra 2     | Gara 1   | Gara 2 | Gara 3    | Gara 4 | Gara 5 |
| ------------- | ------ | ------------- | -------- | ------ | --------- | ------ | ------ |
| Neumarkt-Egna | 3 - 0  | Bregenzerwald | 3 - 2 dr | 3 - 1  | 2 - 1 dts | -      | -      |

## Statistiche

### Classifica marcatori
| Giocatore         | Squadra       | PG | Gol | Assist | Punti |
| ----------------- | ------------- | -- | --- | ------ | ----- |
| Dylan Stanley     | Gherdëina     | 45 | 34  | 54     | 88    |
| Igor Rataj        | Zell am See   | 44 | 42  | 40     | 82    |
| Petr Vala         | Zell am See   | 41 | 29  | 50     | 79    |
| Toni Saarinen     | Lustenau      | 38 | 25  | 41     | 66    |
| Diethard Winzig   | VEU Feldkirch | 40 | 23  | 42     | 65    |
| Philipp Winzig    | Zell am See   | 44 | 26  | 37     | 63    |
| Steven Birnstill  | Gherdëina     | 45 | 18  | 44     | 62    |
| Martin Tomášek    | VEU Feldkirch | 41 | 37  | 23     | 60    |
| Patrik Wallenberg | Eppan-Appiano | 38 | 23  | 36     | 59    |
| Christian Ban     | Bregenzerwald | 48 | 27  | 31     | 58    |
|                   |               |    |     |        |       |

### Classifica portieri
| Giocatore       | Squadra             | PG | MGS  | Sv%   |
| --------------- | ------------------- | -- | ---- | ----- |
| Thomas Tragust  | Eppan-Appiano       | 33 | 1.85 | 93.50 |
| Matic Boh       | HDD Jesenice        | 13 | 2.28 | 93.50 |
| Oskar Östlund   | Bregenzerwald       | 35 | 2.00 | 93.40 |
| Alex Caffi      | Neumarkt-Egna       | 34 | 1.87 | 93.00 |
| Jan Ilašenko    | Zell am See         | 13 | 2.12 | 92.50 |
| Heikki Tuomisto | Lustenau            | 28 | 2.58 | 92.50 |
| Simon Büsel     | Lustenau            | 10 | 2.65 | 92.50 |
| Mark Demetz     | Gherdëina           | 34 | 2.23 | 92.40 |
| Bernhard Bock   | Pioneers Vorarlberg | 32 | 2.64 | 91.00 |
| Jure Pavlič     | HDD Jesenice        | 24 | 2.62 | 90.90 |
|                 |                     |    |      |       |

## Verdetti
- Campione della Inter-National-League: Hockey Club Neumarkt-Egna (1º titolo)

| Campioni INL 2013-2014 HC Neumarkt/Egna | Portieri: Martin Rizzi, Alex Caffi Difensori: Ondrej Nedvěd, Moreno Lazzeri, Kevin Zucal, Manuel Bertignoll, Daniele Cataldi, Christian Willeit Tobias Brighenti, Gianluca March, Steve Pelletier, Alex Sullmann Attaccanti: Alex Nagele, Michael Sullmann, Rudi Locatin, Alessio Piroso, Tomi Wilenius, Markus Simonazzi, Matteo Peiti, Frederic Fava, Martin Graf, Jimmy Kilpatrick, Tobias Steiner, Paolo Bustreo, Stefano Margoni, Hannes Walter, Enrico Dorigatti, Dominik Massar, Michael Masser Staff Tecnico: Teppo Kivelä (Allenatore) |